# Albert Camus
Albert Camus (Mondovi, Frans-Algerije, 7 november 1913 – Villeblevin, 4 januari 1960) was een Frans filosoof, journalist en schrijver van romans, essays en toneelstukken. Hij ontving in 1957 de Nobelprijs voor de Literatuur.
Camus wordt vaak naast Jean-Paul Sartre en Simone de Beauvoir als een van de leidende figuren van het existentialisme beschouwd, maar hij weigerde dat label pertinent. Zijn denken verschilt van dat van Sartre waar het de aard van het bestaan betreft: bij Camus staat het tastbare centraal, waar Sartre zich meer op het intellectuele bestaan toelegde.

## Jonge jaren
Camus werd geboren in een Frans-Algerijns (pied-noir) gezin. Zijn moeder, Catherine Hélène Sintes, was van Spaanse afkomst. Vader Lucien sneuvelde in de Eerste Slag bij de Marne in 1914 tijdens de Eerste Wereldoorlog, toen Camus nog geen jaar oud was. Camus leefde met zijn analfabete moeder in armoedige omstandigheden tijdens zijn jeugd in Algiers. Zijn autoritaire grootmoeder Sintès wou dat hij na zijn lagere school ging werken, maar dankzij een beurs en het aandringen van zijn onderwijzer, Louis Germain, begon hij in 1923 toch aan het lyceum.
Daarna studeerde Camus filosofie aan de Universiteit van Algiers. In 1930 kreeg hij tuberculose, hetgeen een eind maakte aan zijn voetbalcarrière (hij was keeper van het universiteitsteam) en hem dwong zijn studies in deeltijd voort te zetten. Camus nam allerlei baantjes aan, onder meer als privéleraar, automonteur en bij het Meteorologisch Instituut. Hij volbracht zijn licence de philosophie in 1935; in mei 1936 presenteerde hij succesvol zijn scriptie over Plotinus, Métaphysique chrétienne et néoplatonisme voor zijn diplôme d'études supérieures.
Camus werd lid van de Franse Communistische Partij in 1934, waarschijnlijk meer omdat hij bezorgd was over de politieke situatie in Spanje (die uiteindelijk zou leiden tot de Spaanse Burgeroorlog) dan dat hij de marxistisch-leninistische doctrine verdedigde. De onafhankelijk denkende Algerijnse Communistische Partij (PCA) werd in 1936 opgericht. Maar Camus deed mee met de activiteiten van de Parti du Peuple Algérien (PPA), waardoor hij in de problemen kwam met zijn kameraden van de communistische partij. Het resultaat was dat hij van trotskisme werd beschuldigd en in 1937 uit de partij werd gezet.
Hij trouwde in 1934 met Simone Hié, die verslaafd was aan morfine. Ze scheidden wegens wederzijdse ontrouw. In 1935 richtte hij het Théâtre du Travail op (in 1937 omgedoopt tot Théâtre de l'Equipe), dat standhield tot 1939. Van 1937 tot 1939 schreef hij voor de socialistische krant Alger Républicain. Geruchtmakend was zijn reeks over de armoedige levensomstandigheden van de Berbers in Kabylië in maart-juni 1939. Na de Franse oorlogsverklaring aan Nazi-Duitsland probeerde hij zich te doen mobiliseren in het leger, maar de commissie handhaafde de medische vrijstelling die hem in 1931 was verleend. In die maand lanceerde hij ook met zijn vriend Pascal Pia de kleinere krant Le Soir républicain, waarvan hij hoofdredacteur was tot het blad in 1940 van overheidswege werd opgeheven.
In 1940 trouwde Camus met Francine Faure, een pianiste en wiskundige, die ook betrokken was in het Manhattanproject, en begon hij te werken voor het tijdschrift Paris-Soir. In de eerste fase van de Tweede Wereldoorlog was Camus een pacifist. Hij maakte in Parijs de bezetting door de Wehrmacht mee en was op 19 december 1941 getuige van de executie van Gabriel Péri, wat naar eigen zeggen zijn opstandigheid tegen de Duitsers kristalliseerde. Daarna verhuisde hij met de rest van de werknemers van Paris-Soir mee naar Bordeaux in 1942. In de zomer van dat jaar ging hij op doktersadvies op hoogte wonen in Le Chambon-sur-Lignon, waar hij werkte aan zijn cyclus van het absurde.

## Literaire loopbaan

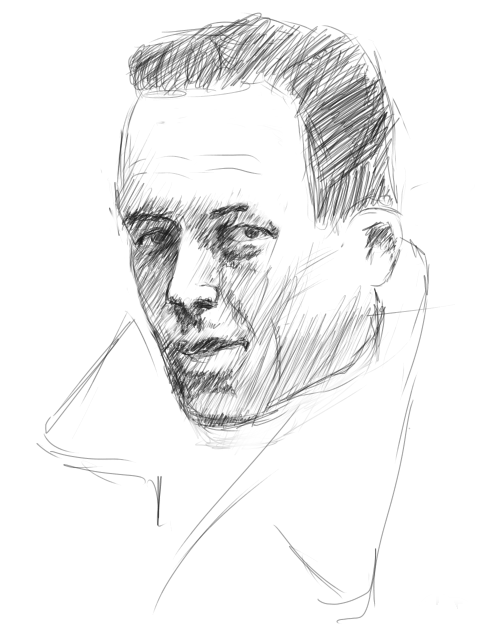
Albert Camus

In 1935 was Camus begonnen aan het schrijven van L'Envers et l'endroit. In 1941 voltooide hij zijn eerste gepubliceerde werken De vreemdeling en De mythe van Sisyphus, waarin hij existentialistische ideeën verwerkte. Niet lang daarna keerde hij korte tijd terug naar Oran. Tijdens de Duitse bezetting voegde Camus zich bij een Franse verzetsgroepering genaamd Combat, die in het geheim een krant publiceerde met dezelfde naam. In die tijd kreeg Camus de bijnaam 'Bauchard'. Camus werd in 1943 hoofdredacteur van de krant. Toen de geallieerden Parijs bevrijdden, werd Camus geïnformeerd over de laatste gevechten. Hij verliet Combat in 1947, toen het een commerciële krant werd en kwam in contact met Jean-Paul Sartre.
Na de oorlog maakte Camus deel uit van Sartres omgeving en bezocht hij regelmatig Café de Flore op de Boulevard St. Germain in Parijs. Camus toerde ook door de Verenigde Staten om lezingen te houden over het Franse existentialisme. Hoewel hij politiek links georiënteerd was, kreeg hij geen vrienden in de communistische partijen met zijn zware kritiek op de communistische stalinistische doctrine en vervreemdde hij uiteindelijk ook van Sartre, met wie hij in 1952 brak.
Toen in 1949 de tuberculose terugkeerde, leefde hij 2 jaar in afzondering. In 1951 publiceerde hij L'Homme révolté (De mens in opstand), een filosofische analyse van opstand en revolutie, waarmee hij zijn afkeer van het communisme verduidelijkte. Het boek zorgde voor veel controverse onder zijn collega's en tijdgenoten in Frankrijk en leidde tot de uiteindelijke breuk met Sartre. De kritische ontvangst maakte hem depressief en hij begon toneelstukken te vertalen.
Camus' kenmerkende bijdrage aan de filosofie was zijn idee van het absurde, dat inhield dat het leven geen betekenis of bedoeling heeft. Hij legt dit uit in De mythe van Sisyphus en nam het op in vele van zijn andere werken. Sommigen vinden dat Camus beter omschreven kan worden als een absurdist dan een existentialist.
In de jaren vijftig spande Camus zich in voor de rechten van de mens. In 1952 stopte hij echter met zijn werk voor UNESCO, wegens de toelating tot de VN van het door dictator generaal Franco geleide Spanje. In juni 1953 was hij een van de weinige linkse intellectuelen die de methodes van de Sovjet-Unie bij het neerslaan van de arbeidersopstand in Oost-Berlijn bekritiseerden. In 1956 protesteerde hij tegen de nog veel ergere praktijken bij de opstand in Hongarije. Hij handhaafde zijn pacifisme en verzette zich tegen de doodstraf overal in de wereld.
Het begin van de Algerijnse Onafhankelijkheidsoorlog in 1954 leidde tot een moreel dilemma voor Camus. Hij identificeerde zich aanvankelijk met de pied-noirs, zoals de Europese kolonisten genoemd werden, omdat hij er zelf een geweest was en verdedigde de Franse regering. Deze zag Algerije niet als een van de vele koloniën, maar als een overzees Frans grondgebied. De opstand zou een integraal deel zijn van een nieuw Arabisch imperialisme, dat door Egypte werd geleid en als een anti-westers offensief werd gesteund door de Sovjet-Unie, om Europa te omsingelen. Hoewel Camus een grotere Algerijnse autonomie of zelfs federatie goedkeurde, al dan niet in volledige onafhankelijkheid, geloofde hij dat de pied-noirs en de Arabieren in vrede konden samenleven. Tijdens de oorlog bepleitte hij een bestand dat de burgers zou sparen, maar dat door beide partijen als onzin werd verworpen. Hij werkte heimelijk voor gevangengenomen Algerijnen, die de doodstraf onder ogen zagen.
Van 1955 tot 1956 schreef Camus voor het magazine L'Express. In 1957 werd hem de Nobelprijs voor Literatuur toegekend. Officieel niet voor zijn roman La Chute (De val), het voorafgaande jaar gepubliceerd, maar voor zijn schrijven tegen de doodstraf in het essay Réflexions sur la Guillotine; de guillotine werd destijds in Frankrijk nog gebruikt. Toen hij met studenten van de Universiteit van Stockholm sprak, verdedigde hij zijn duidelijke inactiviteit in het Algerijnse vraagstuk en verklaarde dat hij ongerust was over wat er met zijn moeder kon gebeuren, die nog in Algerije leefde. De Franse linkse intellectuelen gebruikten dit als een andere reden om hem te veroordelen.

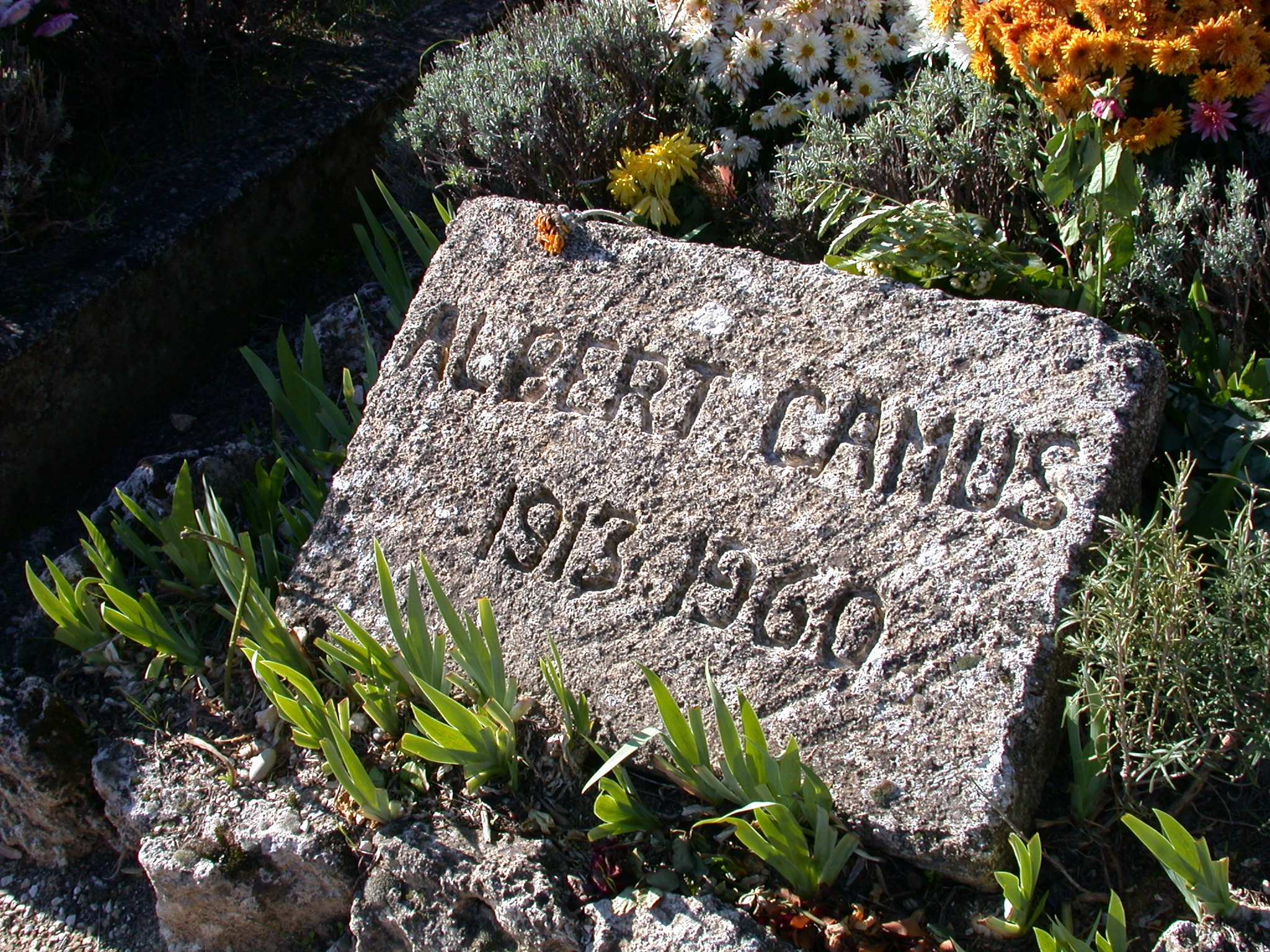
Zijn grafsteen

Camus overleed op 46-jarige leeftijd, toen hij begin januari 1960 in een Facel Vega FV3B terugkwam van zijn landgoed in het zuidelijke Lourmarin. De auto, bestuurd door zijn vriend Michel Gallimard (neef van de uitgever Gaston Gallimard) was op weg naar Parijs en crashte niet ver daarvandaan bij Villeblevin, waarbij Camus op slag dood was en Gallimard vijf dagen later overleed.
Camus werd begraven op de begraafplaats van Lourmarin, Vaucluse, Provence-Alpes-Côte d'Azur. Zijn nalatenschap wordt beheerd door zijn twee kinderen, Catherine en Jean, die de auteursrechten van zijn werk hebben.
Eind 2009 sprak de Franse president Nicolas Sarkozy de wens uit om de stoffelijke resten van Camus over te brengen naar het Panthéon, maar het voorstel veroorzaakte controverse in Frankrijk en het blijft wachten op de toestemming van Camus' nabestaanden.

## Absurdisme
Camus wordt over het algemeen gezien als de grondlegger van het absurdisme, een filosofie die gerelateerd is aan het existentialisme. Volgens het absurdisme zijn mensen fundamenteel rationeel en is het menselijk lijden het resultaat van vergeefse pogingen door individuen om rede of betekenis in een redeloos en zwijgend universum te vinden.
Camus beweerde dat de enige ware filosofische vraag die van zelfmoord was. Namelijk: zouden wij ons intensief bezig moeten houden met het leven of zouden wij ons eenvoudigweg moeten doden? Camus beargumenteerde dat historisch gezien de meeste mensen ofwel geloofd hebben dat het leven zonder betekenis is en concludeerden ten gunste van zelfmoord, of een soort kunstmatige betekenis zoals godsdienst gecreëerd hebben om hun leven te vullen. Camus beweert dat er ook een derde optie is: wij kunnen ons realiseren dat het leven zonder betekenis is en niettemin onszelf in leven houden. Mensen die voor deze derde optie kiezen zijn absurde helden.
De Rebel, de Don Juan en de Artiest zijn drie figuren die Camus identificeert als absurde helden. Elk van deze mensen vindt betekenis in zijn of haar bezigheden/leven. Zij leven zo het voorbeeld van het Grieks mythologische figuur Sisyphus, die werd veroordeeld tot het voor eeuwig rollen van een rotsblok naar de top van een heuvel, zich volledig bewust van het feit dat dit rotsblok simpelweg weer naar beneden zal vallen zodra hij zijn taak schijnbaar heeft beëindigd. Maar toch is Sisyphus gelukkig, want terwijl het rotsblok naar beneden rolt, heeft hij weer heel even de tijd om zich ervan bewust te zijn dat hij dat rotsblok de baas is. Dit impliceert dat Camus sterk geloofde dat het leven wel degelijk waard was om tot het uiterste geleefd te worden; zélfs Sisyphus, de man die het rotsblok tot in de eeuwigheid op de berg moet rollen is gelukkig als hij de totale absurditeit van het leven en de zinloosheid van zijn straf omarmt, en ertegen rebelleert.

## Werken

### Romans
- 1937 - L'Envers et l'endroit; vertaald als Keer en tegenkeer (1963) door Anne Maclaine Pont.
- 1942 - L'Étranger; vertaald als De vreemdeling (1949) door Adriaan Morriën; (2013) door Peter Verstegen.
- 1947 - La Peste; vertaald als De pest (1948) door Willy Corsari; (1992) door J.P. van der Sterre.
- 1956 - La Chute; vertaald als De val (1957) door Anne Maclaine Point; (1985) door Dolf Verspoor.
- 1970 - La Mort heureuse (vroege versie van L'Étranger, postuum gepubliceerd); vertaald als De gelukkige dood (1972) door C.N. Lijsen.
- 1994 - Le premier homme (onaf, postuum gepubliceerd); vertaald als De eerste man (1995) door J.P. van der Sterre.

### Korte verhalen
- 1957 - L'exil et le royaume; vertaald als Koninkrijk en ballingschap (1958) door Anne Maclaine Pont. Het verhaal 'L'Hôte' uit L'exil et le royaume is in 2014 verfilmd door David Oelhoffen onder de titel Loin des hommes.

### Toneel
- 1938 - Caligula
- 1944 - Het misverstand (Le Malentendu)
- 1948 - L'État de siège.
- 1949 - De Rechtvaardigen (Les Justes), over anarchisme)
- 1959 - Les Possédés, bewerking van roman van Fjodor Dostojevski

### Non-fictie
- 1936 - Révolte dans les Asturies. In samenwerking.
- 1938 - Noces, essays en schetsen. Vertaald als Bruiloft (2023) door Eva Wissenburg.
- 1942 - Le Mythe de Sisyphe; vertaald als De mythe van Sisyphus: een essay over het absurde (1962) door C.N. Lijsen.
- 1947 - Réflexions sur la Guillotine
- 1948 - Lettres à un ami allemand onder pseudoniem Louis Neuville
- 1950 - Actuelles I, Chroniques 1944-1948
- 1953 - Actuelles II, Chroniques 1948-1953
- 1951 - L'homme révolté; vertaald als De mens in opstand (1952) door J.A. Meijers; (2004) door Martine Woudt.
- 1954 - L'été, essays. Vertaald als De zomer (2023) door Eva Wissenburg.
- 1957 - Réflexions sur la peine capitale, met Arthur Koestler
- 1958 - Chroniques algériennes, Actuelles III, 1939-1958; vertaald als Algerijnse kronieken (1939-1958) (2022) door Eva Wissenburg.
- 1962 - Carnets I, mai 1935-février 1942
- 1964 - Carnets II, janvier 1942-mars 1951
- 1989 - Carnets III, mars 1951-décembre 1959; vertaald als Laatste cahiers 1951-1959 (2024) door Tatjana Daan, De Arbeiderspers
- 2017 - Albert Camus en Maria Casarès. Correspondance inédite (1944-1959). Voorwoord door Catherine Camus. Gallimard.

- Bibsys: 90052174
- Biblioteca Nacional de Chile: 000034760
- Biblioteca Nacional de España: XX1721208
- Bibliothèque nationale de France: cb118949856 (data)
- Catàleg d'autoritats de noms i títols de Catalunya: 981058520241306706
- CiNii: DA00331926
- Digitale Bibliotheek voor de Nederlandse Letteren: camu001
- Gemeinsame Normdatei: 118518739
- International Standard Name Identifier: 0000 0001 2283 2690
- Library of Congress Control Number: n79061368
- Nationale Bibliotheek van Letland: 000015259
- MusicBrainz: 4819b042-108f-46a7-a396-d2831845deff
- Bibliotheek van het Japanse parlement: 00435195
- Nationale Bibliotheek van Tsjechië: jn19990001315
- Nationale bibliotheek van Australië: 35025281
- Nationale Bibliotheek van Israël: 987007259195805171
- Nationale Bibliotheek van Polen: a0000001181384
- Nationale Bibliotheek van Roemenië: 000325632
- Nationale en Universitaire bibliotheek Zagreb: 000101175
- Nederlandse Thesaurus van Auteursnamen: 068350694
- RKD-Nederlands Instituut voor Kunstgeschiedenis: 440161
- Istituto Centrale per il Catalogo Unico: CFIV030959
- LIBRIS: 44544
- SNAC: w6g73ckw
- Système universitaire de documentation: 026764644
- Trove: 799015
- Union List of Artist Names: 500698682
- Virtual International Authority File: 97000332
- WorldCat: E39PBJm4QwY7PckThjbgKdpByd

1901: Prudhomme ·
1902: Mommsen ·
1903: Bjørnson ·
1904: Mistral, Echegaray ·
1905: Sienkiewicz ·
1906: Carducci ·
1907: Kipling ·
1908: Eucken ·
1909: Lagerlöf ·
1910: Heyse ·
1911: Maeterlinck ·
1912: Hauptmann ·
1913: Tagore ·
1915: Rolland ·
1916: Heidenstam ·
1917: Gjellerup, Pontoppidan ·
1919: Spitteler ·
1920: Hamsun ·
1921: France ·
1922: Benavente ·
1923: Yeats ·
1924: Reymont ·
1925: Shaw ·
1926: Deledda ·
1927: Bergson ·
1928: Undset ·
1929: Mann ·
1930: Lewis ·
1931: Karlfeldt ·
1932: Galsworthy ·
1933: Boenin ·
1934: Pirandello ·
1936: O'Neill ·
1937: Gard ·
1938: Buck ·
1939: Sillanpää ·
1944: Jensen ·
1945: Mistral ·
1946: Hesse ·
1947: Gide ·
1948: Eliot ·
1949: Faulkner ·
1950: Russell ·
1951: Lagerkvist ·
1952: Mauriac ·
1953: Churchill ·
1954: Hemingway ·
1955: Laxness ·
1956: Jiménez ·
1957: Camus ·
1958: Pasternak ·
1959: Quasimodo ·
1960: Perse ·
1961: Andrić ·
1962: Steinbeck ·
1963: Seferis ·
1964: Sartre (geweigerd) ·
1965: Sjolochov ·
1966: Agnon, Sachs ·
1967: Asturias ·
1968: Kawabata ·
1969: Beckett ·
1970: Solzjenitsyn ·
1971: Neruda ·
1972: Böll ·
1973: White ·
1974: Johnson, Martinson ·
1975: Montale ·
1976: Bellow ·
1977: Aleixandre ·
1978: Singer ·
1979: Elýtis ·
1980: Miłosz ·
1981: Canetti ·
1982: García Márquez ·
1983: Golding ·
1984: Seifert ·
1985: Simon ·
1986: Soyinka ·
1987: Brodsky ·
1988: Mahfoez ·
1989: Cela ·
1990: Paz ·
1991: Gordimer ·
1992: Walcott ·
1993: Morrison ·
1994: Oë ·
1995: Heaney ·
1996: Szymborska ·
1997: Fo ·
1998: Saramago ·
1999: Grass ·
2000: Gao ·
2001: Naipaul ·
2002: Kertész ·
2003: Coetzee ·
2004: Jelinek ·
2005: Pinter ·
2006: Pamuk ·
2007: Lessing ·
2008: Le Clézio ·
2009: Müller ·
2010: Vargas Llosa ·
2011: Tranströmer ·
2012: Mo ·
2013: Munro ·
2014: Modiano ·
2015: Aleksijevitsj ·
2016: Dylan ·
2017: Ishiguro ·
2018: Tokarczuk ·
2019: Handke ·
2020: Glück ·
2021: Gurnah ·
2022: Ernaux ·
2023: Fosse ·
2024: Kang ·